# Plagithmysus euphorbiae
Plagithmysus euphorbiae là một loài bọ cánh cứng trong họ Cerambycidae.